# دوبوز بورتر
دوبوز بورتر هو سياسي أمريكي، ولد في 2 أكتوبر 1953 في دبلن في الولايات المتحدة. نشط حزبياً في الحزب الديمقراطي. وقد انتخب عضو مجلس نواب جورجيا ‏.